# Johann Mathias von Koller
Freiherr Johann Mathias von Koller (* 15. Februar 1728 in Feldkirchen; † 25. Juli 1805 in St. Veit an der Glan) war ein St. Veiter Eisenhändler und Industrieller und Erbauer des Kulnighofs am Christofberg.
Johann Matthias Koller ließ sich vermutlich zu Beginn der 1740er Jahre als Eisenhändler in St. Veit nieder. 1749 erhielt er dort das Bürgerrecht. Innerhalb weniger Jahre baute er ein Handelshaus auf, das Kärntner Eisen und Stahl in großem Maßstab ins Ausland verkaufte. Der spätere Bankier und Industrielle Thaddäus Reyer war zeitweise für ihn als Handlungsreisender tätig und knüpfte Handelsverbindungen in Kontinentaleuropa, nach England, in Amerika, den Antillen und Mexiko. Koller errichtete in St. Veit außerdem eine Bleiweiß- und auch eine Salniterfabrik. Er übernahm in St. Veit verschiedenen Ehrenämter und war mehrmals Bürgermeister.
Für seine Leistungen und Engagement wurde er 1769 in den erbländisch-österreichischen Adelsstand mit dem Prädikat Edler von Koller erhoben und 1780 zum k. k. Rat ernannt. 1792 erhielt er die Freiherrenwürde.